# Elizabethtown (Illinois)
Elizabethtown è un villaggio degli Stati Uniti d'America, situato nello Stato dell'Illinois, nella contea di Hardin, della quale è il capoluogo.